# Карловиці (Опольське воєводство)
Карловиці (пол. Karłowice, нім. Karlsmarkt) — село в Польщі, у гміні Попелюв Опольського повіту Опольського воєводства.
Населення — 1308 осіб (2011).

## Демографія
Демографічна структура станом на 31 березня 2011 року:
|          | Загалом | Допрацездатний вік | Працездатний вік | Постпрацездатний вік |
| -------- | ------- | ------------------ | ---------------- | -------------------- |
| Чоловіки | 663     | 154                | 458              | 51                   |
| Жінки    | 645     | 134                | 395              | 116                  |
| Разом    | 1308    | 288                | 853              | 167                  |